# Pelosia jezoensis
Pelosia jezoensis är en fjärilsart som beskrevs av Okano 1959. Pelosia jezoensis ingår i släktet Pelosia och familjen björnspinnare. Inga underarter finns listade i Catalogue of Life.